# Metapioplasta rachiastis
Metapioplasta rachiastis is een vlinder van de familie van de uilen (Noctuidae). De wetenschappelijke naam van deze soort is voor het eerst voorgesteld als Tarache rachiastis door George Francis Hampson in een publicatie uit 1908.
De soort komt voor op de Seychellen (Aldabra, Cosmoledo, Menai).